# Fontanès-de-Sault
Fontanès-de-Sault är en kommun i departementet Aude i regionen Occitanien  i södra Frankrike. Kommunen ligger  i kantonen Belcaire som ligger i arrondissementet Limoux. År 2022 hade Fontanès-de-Sault 5 invånare.

## Befolkningsutveckling
Antalet invånare i kommunen Fontanès-de-Sault
Referens: INSEE